# Selenia Industrie Elettroniche Associate S.p.A.
Selenia Industrie Elettroniche Associate S.p.A. était une importante société italienne des secteurs de l'électronique (satellites, radars, télécommunications) et de la défense. Elle possédait des usines à Fusaro (Naples), Rome, Giuliano (Naples) et Pomezia (Rome).
La société faisait partie de la holding géante italienne Istituto per la ricostruzione industriale IRI, à travers sa branche industrielle Finmeccanica devenue Leonardo en 2017 et la holding télécommunications de l'Etat italien STET.

## Histoire
La société a été fondée le 22 mars 1960 avec son siège social à Naples. Elle est née de la fusion des sociétés Sindel et Microlambda, sous le nom SIPEL SpA - Società Industriale Prodotti ELettronici S.p.A., détenue par le groupe italien Edison SpA (20 %), Finmeccanica [IRI] (40 %) et Raytheon (40 %).
La société Microlambda SpA - Società per Studi ed Applicazioni di Elettronica SpA, créée en 1951, était une joint-venture entre le groupe italien Finmeccanica et américain Raytheon spécialisée dans les radars. Sindel SpA était une société appartenant au groupe italien Edison SpA composée d'un groupe d'anciens ingénieurs de Microlambda SpA. Avec cette fusion, l'intention était de créer un centre industriel italien pour la création de complexes électriques et électroniques à usage militaire.
La société SIPEL SpA est renommée Selenia SpA le 6 juin 1960 et élargit son secteur aux applications informatiques et des télécommunications civiles. La même année, la société collabore activement à la conception et à la construction du système de missiles antiaériens MIM-23 Hawk pour l'OTAN.
En 1961, Selenia SpA fonde sa filiale Vitroselenia SpA.
Au milieu des années 1960, Selenia SpA a conçu et fabriqué le micro-ordinateur Selenia GP-16 pour une utilisation industrielle.
En 1969, Selenia SpA a joué un rôle de premier plan dans CIA SpA, un consortium italien responsable de la conception et de la construction du satellite de télécommunications Sirio 1, en raison de sa spécialisation dans la production d'équipements de télécommunications et de télémétrie. Ses activités trouvent également des utilisations dans les secteurs de la météorologie, des missiles (Aspide) et aéroportuaires.
En 1982, les activités de Selenia-Space Division sont transférées dans Selenia Spazio SpA (Selenia-Elsag, groupe STET ; intégrée dans Finmeccanica en 1989).
Le 21 décembre 1990, Selenia SpA est intégrée dans Aeritalia et sa raison sociale devient Alenia.
Son héritage a ensuite été regroupé dans Selex ES, qui faisait partie du groupe Finmeccanica aujourd'hui Leonardo.

## Données et activités
Selon un reportage de Roberto Gressi, Roma Capitale delle Armi, publié dans le quotidien italien L'Unità du 12 septembre 1987, Selenia SpA a réalisé en 1986 un chiffre d'affaires de 1.450 milliards de lires, dont 570 à l'étranger avec un carnet de commandes de 3.500 milliards de lires et 12.800 salariés dans 15 usines. Elle a produit des radars (Pluton, Argos, contrôle aérien civil et militaire), des contre-mesures électroniques (interception, analyse et brouillage des signaux radar tiers) et des systèmes de missiles (Aspide, Spada, Albatros), des systèmes d'électronique/avionique embarqués (Panavia Tornado, AMX International AMX) et systèmes de ciblage laser/guidage de missiles/contrôle de tir. 40% de la production était destinée à l'exportation.
Parmi les filiales figuraient Elsag, Sistel et Vitroselenia.

## Sources
- http://www.grifoarciere.org/materiali/Scheda_29.pdf grifoarciere.org
- (it) « L'aeronautica italiana: una storia del Novecento Di Paolo Ferrari, Edizione FrancoAngeli Storia »
- http://www.storiainrete.com/wp-content/uploads/2010/07/%2B%2B%2B49-52-ASI-17.pdf storiainrete.com
- http://www.carlopelanda.com/theunedited/magusto/pugliaradareguerrafredda.htm carlopelanda.com
- « Roma Capitale delle Armi » [archive du 15 décembre 2013]